# 11-й танковый корпус (СССР)
11-й танковый корпус — оперативное войсковое объединение в составе ВС СССР.

## История
11-й танковый корпус был образован в мае 1942 года в составе Брянского фронта.
В июле 1945 года корпус преобразован в 11-ю танковую дивизию. Дивизия в послевоенное время находилась в составе 3-й ударной (с 1954 г. общевойсковой) армии ГСВГ и была расформирована в 1956 году.

### В составе действующей армии
- с 29.05.1942 по 25.04.1943
- с 20.07.1943 по 21.10.1943
- с 15.02.1944 по 06.04.1944
- с 29.04.1944 по 09.05.1945

## Полное название
11-й танковый Радомско-Берлинский Краснознамённый, орденов Суворова и Кутузова корпус

## Командование

### Командиры корпуса
- генерал-майор танковых войск Попов, Алексей Фёдорович (с 19.05.1942 по 21.07.1942);
- генерал-майор танковых войск Лазарев, Иван Гаврилович (с 22.07.1942 по 07.06.1943);
- генерал-майор танковых войск Радкевич, Николай Николаевич (с 08.06.1943 по 21.10.1943);
- генерал-майор танковых войск Гриценко, Дмитрий Максимович (с 22.10.1943 по 11.01.1944);
- генерал-майор танковых войск Рудкин, Филипп Никитович (с 12.01.1944 по 14.07.1944);
- генерал-майор танковых войск Ющук, Иван Иванович (с 15.07.1944 по 09.05.1945)

### Военные комиссары корпуса
С конца 1942 года — заместители командира корпуса по политической части:
- полковой комиссар, полковник Усачёв, Ефим Сергеевич (с 22.05.1942 по 19.06.1943)

### Начальники штаба корпуса
- полковник Калиниченко, Пётр Иванович (с 21.05.1942 по .06.1943);
- генерал-майор танковых войск Гриценко, Дмитрий Максимович (с 7.06.1943 по .06.1945)

### Начальники политотдела
- подполковник Богомолов, Иван Алексеевич (с 15.03.1943 по 19.06.1943);
- полковник Усачёв, Ефим Сергеевич (с 19.06.1943 по 16.07.1945)

## Награды и почётные наименования
| Награда (наименование)             | Дата награждения                                             | За что награждена |
| ---------------------------------- | ------------------------------------------------------------ | --- |
| Орден Красного Знамени             | Указ Президиума ВС СССР от 09.08.1944 года                   | За образцовое выполнение заданий командования в боях при прорыве обороны немцев западнее Ковель и проявленные при этом доблесть и мужество, за форсирование реки Западный Буг, за овладение городами: Парчев, Радзынь, Лукув. |
| Почётное наименование «Радомский»  | Приказ ВГК № 09 от 19.02.1945 г..                            | В ознаменование одержанной победы и за отличие в боях по овладению городом Радом (Польша). |
| Орден Суворова II степени          | Указ Президиума ВС СССР от 19.02.1945 года                   | За образцовое выполнение заданий командования в боях с немецкими захватчиками, за овладение городами: Лодзь, Кутно, Томашув (Ромашов), Гостынин, Ленчица и проявленные при этом доблесть и мужество.                          |
| Орден Кутузова II степени          | Указ Президиума ВС СССР от 05.04.1945 года                   | За образцовое выполнение боевых заданий командования в боях с немецкими захватчиками при вторжении в пределы Бранденбургской провинции (Куннерсдорф) и проявленные при этом доблесть и мужество.                              |
| Почётное наименование «Берлинский» | Приказ Верховного Главнокомандующего № 0111 от 11.06.1945 г. | В ознаменование одержанной победы и за отличие в боях по овладению Берлином. |

## Герои Советского Союза
9 раз отмечались танкисты корпуса в приказах Верховного Главнокомандования. 36 Героев Советского Союза имеет корпус, 24 135 солдат и офицеров награждены орденами и медалями.
— Ющук И. И. «Одиннадцатый танковый корпус в боях за Родину».  — Москва: Воениздат, 1962, стр. 179.
| п/п | Фамилия, имя, отчество            | Звание, должность                                                                           |
| --- | --------------------------------- | ------------------------------------------------------------------------------------------- |
| 1.  | Бербетов, Иван Петрович           | старший лейтенант, командир взвода 20-й танковой бригады                                    |
| 2.  | Булгаков, Александр Герасимович   | майор, командир танкового батальона 20-й танковой бригады                                   |
| 3.  | Виноградов, Александр Геннадьевич | старший лейтенант, командир танковой роты 36-й танковой бригады                             |
| 4.  | Гниломёдов, Иван Андреевич        | старший лейтенант, командир танкового взвода 65-й танковой бригады                          |
| 5.  | Григорьев, Алексей Григорьевич    | капитан, командир танковой роты 20-й танковой бригады                                       |
| 6.  | Дёмин, Николай Александрович      | лейтенант, командир роты механизированного батальона автоматчиков 65-й танковой бригады     |
| 7.  | Дытченко, Александр Степанович    | подполковник, командир 1493-ого самоходно-артиллерийского полка                             |
| 8.  | Емельянов, Пётр Николаевич        | капитан, командир танковой роты 65-й танковой бригады                                       |
| 9.  | Жариков, Иван Алексеевич          | полковник, командир 36-й танковой бригады                                                   |
| 10. | Зинченко, Сергей Филиппович       | лейтенант, командир танковой роты 2-го батальона 65-й танковой бригады                      |
| 11. | Квасов, Иван Иванович             | капитан, командир танковой роты 3-го танкового батальона 65-й танковой бригады              |
| 12. | Киселёв, Иван Александрович       | старший лейтенант, командир танкового взвода 3-го танкового батальона 65-й танковой бригады |
| 13. | Кириленко, Николай Аверьянович    | автоматчик танкодесантной роты моторизованного батальона автоматчиков 20-й танковой бригад  |
| 14. | Клюев, Василий Кузьмич            | лейтенант, командир взвода 36-й танковой бригады                                            |
| 15. | Константинов, Николай Павлович    | полковник, командир 20-й танковой бригады                                                   |
| 16. | Костюк, Фёдор Семёнович           | старший лейтенант, командир танковой роты 65-й танковой бригады                             |
| 17. | Лейков, Андрей Леонардович        | капитан, заместитель командира батальона 36-й танковой бригады                              |
| 18. | Лукьянов, Алексей Власович        | полковник, командир 65-й танковой бригады                                                   |
| 19. | Ляполов, Виктор Михайлович        | сержант, командир отделения моторизованного батальона автоматчиков 36-й танковой бригады    |
| 20. | Лях, Николай Локтионович          | майор, командир батальона 36-й танковой бригады                                             |
| 21. | Мантуров, Михаил Никонович        | старшина, механик-водитель танка 65-й танковой бригады                                      |
| 22. | Мороз, Даниил Ефимович            | старший лейтенант, командир батареи 1493-го самоходного артиллерийского полка               |
| 23. | Науменко, Виктор Петрович         | капитан , командир 3-го танкового батальона 20-й танковой бригады                           |
| 24. | Орлов, Михаил Фёдорович           | старший лейтенант, командир танковой роты 65-й танковой бригады                             |
| 25. | Павлов, Валентин Васильевич       | капитан, командир танкового батальона 65-й танковой бригады                                 |
| 26. | Павлушко, Аркадий Тимофеевич      | полковник, командир 65-й танковой бригады                                                   |
| 27. | Пивоваров, Михаил Иванович        | майор, командир роты 50-го гвардейского отдельного тяжёлого танкового полка                 |
| 28. | Поздняков, Фёдор Григорьевич      | капитан, командир танкового батальона 20-й танковой бригады                                 |
| 29. | Пятакович, Александр Францевич    | старший лейтенант, командир танкового взвода 65-й танковой бригады                          |
| 30. | Рогозин, Анатолий Васильевич      | майор, командир танкового батальона 36-й танковой бригады                                   |
| 31. | Рудкин, Филипп Никитович          | генерал-майор, командир танкового корпуса                                                   |
| 32. | Свирепкин, Павел Михайлович       | майор, командир танкового батальона 65-й танковой бригады                                   |
| 33. | Тикунов, Григорий Яковлевич       | капитан, командир танковой роты 36-й танковой бригады                                       |
| 34. | Харитонов, Николай Павлович       | старшина, механик-водитель танка 1-го танкового батальона 65-й танковой бригады             |
| 35. | Хохлов, Пётр Васильевич           | разведчик-автоматчик 65-й танковой бригады                                                  |
| 36. | Шевченко, Александр Иосифович     | полковник, командир 65-й танковой бригады                                                   |

## Полные кавалеры ордена Славы
| п/п | Фамилия, имя, отчество        | Звание, должность |
| --- | ----------------------------- | --- |
| 1.  | Бакаров, Иван Тимофеевич      | старший сержант, командир орудийного расчёта 2 батареи 1071 лёгкого артиллерийского полка.                                                               |
| 2.  | Батов, Александр Иванович     | старший сержант, помощник командира разведывательного взвода роты управления 20-й танковой бригады                                                       |
| 3.  | Бучнев, Михаил Васильевич     | старший сержант, механик-водитель танка 1 танкового батальона 20-й танковой бригады                                                                      |
| 4.  | Грошев, Виктор Владимирович   | младший сержант, автоматчик разведывательной роты управления 65-й танковой бригады                                                                       |
| 5.  | Гусев, Анатолий Дмитриевич    | сержант, командир отделения моторизованного батальона автоматчиков 65 танковой бригады.                                                                  |
| 6.  | Дижа, Алексей Алексеевич      | старший сержант, командир орудийного расчёта 1071 лёгкого артиллерийского полка.                                                                         |
| 7.  | Дорошенко, Иван Игнатьевич    | младший сержант, командир разведывательного отделения истребительно-противотанковой батареи моторизованного батальона автоматчиков 20-й танковой бригады |
| 8.  | Дудко, Фёдор Иванович         | старшина, командир орудийного расчёта противотанковой батареи 20-й танковой бригады                                                                      |
| 9.  | Ефименко, Максим Афанасьевич  | сержант, командир орудия танка 20-й танковой бригады |
| 10. | Кириллов, Иван Илларионович   | старший сержант, механик-водитель танка Т-34 93 отдельного мотоциклетного батальона.                                                                     |
| 11. | Макаров, Николай Григорьевич  | старший сержант, командир отделения моторизованного батальона автоматчиков 36-й танковой бригады                                                         |
| 12. | Митрохин, Николай Иванович    | сержант, заряжающий танка 36-й танковой бригады |
| 13. | Мосякин, Кирилл Евгеньевич    | ефрейтор, командир отделения автоматчиков 20-й танковой бригады                                                                                          |
| 14. | Налдин, Василий Савельевич    | старший сержант, командир орудийного расчёта 1071 истребительно-противотанкового артиллерийского полка.                                                  |
| 15. | Никулин, Фёдор Андреевич      | рядовой, орудийный номер противотанковой батареи 93 отдельного мотоциклетного батальона.                                                                 |
| 16. | Осипов, Кузьма Андреевич      | старший сержант, механик-водитель самоходной артиллерийской установки 1493 самоходного артиллерийского полка.                                            |
| 17. | Петров, Дмитрий Ананьевич     | сержант, автоматчик моторизованного батальона автоматчиков 65-й танковой бригады                                                                         |
| 18. | Пешков, Григорий Невкантьевич | старший сержант, автоматчик моторизованного батальона автоматчиков 65-й танковой бригады                                                                 |
| 19. | Полунадеждин, Пётр Сергеевич  | гвардии старший сержант, командир орудия танка 50 гвардейского танкового полка.                                                                          |
| 20. | Сенин, Филипп Васильевич      | старшина, старшина роты танкового батальона 65-й танковой бригады                                                                                        |
| 21. | Сычёв, Андрей Трофимович      | сержант, командир орудия танка Т-34 65-й танковой бригады                                                                                                |
| 22. | Читаев, Владимир Фёдорович    | старшина, старшина роты автоматчиков моторизованного батальона автоматчиков 65-й танковой бригады                                                        |
| 23. | Щеканов, Николай Фёдорович    | старший сержант, командир отделения моторизованного батальона автоматчиков 65-й танковой бригады                                                         |
| 24. | Яковлев, Илья Степанович      | младший сержант, автоматчик моторизированного батальона автоматчиков 65-й танковой бригады                                                               |

## Состав корпуса
- Управление корпуса;
- 53-я танковая бригада;
- 59-я танковая бригада;
- 160-я танковая бригада;
- 12-я мотострелковая бригада

В июне 1943 года состав корпуса был изменён:
- Управление корпуса;
- 20-я танковая Седлецкая Краснознамённая ордена Суворова бригада;
- 36-я танковая Краснознамённая орденов Суворова и Кутузова бригада;
- 65-я танковая Волновахская Краснознамённая орденов Суворова и Кутузова бригада;
- 12-я мотострелковая Волновахская Краснознамённая орденов Суворова и Богдана Хмельницкого бригада
- 50-й отдельный гвардейский тяжёлый танковый Новгородский Краснознамённый полк прорыва
- 1493-й самоходно-артиллерийский Седлецкий Краснознамённый полк
- 1461-й самоходно-артиллерийский Житомирский Краснознамённый полк
- 1507-й истребительно-противотанковый артиллерийский полк
- 1071-й лёгкий артиллерийский Брестский полк
- 243-й миномётный Краснознамённый полк
- 1388-й зенитно-артиллерийский Краснознамённый полк
- 115-й отдельный гвардейский миномётный дивизион
- 738-й отдельный истребительно-противотанковый дивизион
- 93-й отдельный мотоциклетный ордена Красной Звезды батальон, с 01.08.1943

Корпусные части:
- 687-й отдельный Седлецкий[6] батальон связи, с 04.04.1943
- 153-й отдельный сапёрный Краснознамённый[7]батальон, с 20.07.1943
- 81-я отдельная рота химической защиты, с 24.07.1943
- 11-я отдельная автотранспортная рота подвоза ГСМ, с 18.07.1942 по 25.04.1943
- 34-я отдельная автотранспортная рота подвоза ГСМ, с 18.09.1943
- 90-я подвижная ремонтная база с 10.06.1942 по 1943
- 263-я полевая танкоремонтная база, с 1943
- 91-я полевая авторемонтная база, с 26.06.1942
- авиационное звено связи, с 1943
- 431-й полевой автохлебозавод, с 31.12.1942 до 1943
- 29-й полевой автохлебозавод, с 1943
- 1937-я полевая касса Госбанка, с 15.02.1944
- 2083-я военно-почтовая станция, с 10.07.1942

## Вышестоящие воинские части
| Дата            | Фронт (округ)            | Армия                 |
| --------------- | ------------------------ | --------------------- |
| 01.07.1942 года | Брянский фронт           | 5-я танковая армия    |
| 01.08.1942 года | Брянский фронт           |                       |
| 01.03.1943 года | Центральный фронт        | 2-я танковая армия    |
| 01.05.1943 года | Резерв Ставки ВГК        |                       |
| 01.06.1943 года | Московский военный округ |                       |
| 01.08.1943 года | Брянский фронт           | 4-я танковая армия    |
| 01.09.1943 года | Южный фронт              |                       |
| 01.11.1943 года | Резерв Ставки ВГК        |                       |
| 01.03.1944 года | 1-й Украинский фронт     | 13-я армия            |
| 01.05.1944 года | 1-й Белорусский фронт    |                       |
| 01.09.1944 года | 1-й Белорусский фронт    | 69-я армия            |
| 01.02.1945 года | 1-й Белорусский фронт    |                       |
| 01.03.1945 года | 1-й Белорусский фронт    | 8-я гвардейская армия |
| 01.05.1945 года | 1-й Белорусский фронт    | 5-я ударная армия     |

## Приказ Ставки ВГК № 220146
Приказ Ставки ВГК № 220146
«О недостатках ввода в бой 11-го танкового корпуса»
16 июля 1944 г. 16 ч 00 мин
В последних наступательных операциях наши войска и командиры всех степеней получили большой опыт по выбору момента для ввода танковых соединений в бой и организации этого ввода. Однако повторяются случаи, когда танковые соединения вводятся в бой без артиллерийского обеспечения, без поддержки пехоты и без необходимой разведки, что влечёт за собой большие, ничем не оправданные потери.
Так, на 1-м Белорусском фронте при отходе противника из района Ковеля 11-й танковый корпус получил задачу преследовать отходящего противника. Ни командующий 47-й армией генерал-лейтенант Гусев, получивший в своё распоряжение 11 тк, ни командир 11 тк генерал-майор танковых войск Рудкин, не зная действительной обстановки, разведку противника и местности не организовали. Противник же отвёл свои войска на заранее подготовленный рубеж и организовал там сильную противотанковую оборону. 11-й танковый корпус пошёл в бой без поддержки артиллерии и даже не развернул своих самоходных полков. Пехота танкового корпуса и пехота стрелковых дивизий за танками не наступала.
Командующий войсками 1-го Белорусского фронта Маршал Советского Союза Рокоссовский, лично руководивший действиями войск на ковельском направлении, организацию боя 11-го танкового корпуса не проверил. В результате этой исключительно плохой организации ввода в бой танкового корпуса две танковые бригады, брошенные в атаку, потеряли безвозвратно 75 танков.
Ставка Верховного Главнокомандования предупреждает Маршала Советского Союза Рокоссовского о необходимости впредь внимательной и тщательной подготовки ввода в бой танковых соединений и приказывает:
1. Командующему 47-й армией генерал-лейтенанту Гусеву Н. И. за халатность, проявленную им при организации ввода в бой 11-го танкового корпуса, объявить выговор.
2. Генерал-майора танковых войск Рудкина Ф. Н. снять с должности командира 11-го танкового корпуса и направить в распоряжение командующего бронетанковыми и механизированными войсками Красной Армии.
3. Назначить командиром 11-го танкового корпуса генерал-майора танковых войск Ющука.
Ставка Верховного Главнокомандования
И. Сталин, А. Антонов